# 98 Gwardyjska Dywizja Powietrznodesantowa
98 Gwardyjska Świrska Dywizja Powietrznodesantowa im. 70-lecia Wielkiego Października, odznaczona Orderem Czerwonego Sztandaru i Orderem Kutuzowa (ros. 98-я гвардейская воздушно-десантная Свирская Краснознамённая, ордена Кутузова дивизия имени 70-летия Великого Октября) – związek taktyczny Sił Zbrojnych Federacji Rosyjskiej, wchodzący w skład jednego z dwóch samodzielnych rodzajów wojsk Sił Zbrojnych Federacji Rosyjskiej (drugi to Wojska Rakietowe Przeznaczenia Strategicznego), stacjonujący w Iwanowie.

## Historia
W 1991 dywizja w składzie 217., 299. i 300 pułk powietrznodesantowy oraz 1065 pułk artylerii posiadała swoje jednostki w Kiszyniowie i w Biełgorodzie w Odeskim Okręgu Wojskowym.
Jednostka brała udział w działaniach w Gruzji, w walkach przeciw Ukrainie, m.in. w rejonie Iłowiajśka, zajęła parlament Krymu podczas aneksji tego terytorium. Dywizja uczestniczy w wojnie z Ukrainą, zdobyła Czasiw Jar.

## Struktura
2015.
- 217 pułk powietrznodesantowy,
- 331 pułk powietrznodesantowy z Kostromy,
- 1065 pułk artylerii z Kostromy,
- 5 pułk przeciwlotniczy,
- pododdziały wsparcia